# Heilig Hartkerk (Hasselt)
De Heilig Hartkerk is de parochiekerk van de Heilig-Hartwijk te Hasselt, gelegen aan Plantenstraat 75.

## Geschiedenis
Op deze plaats heeft eeuwenlang, tot aan het begin van de 19de eeuw, de grote Hekkelaarwinning gestaan, waarnaar ook een straat in de buurt van de kerk is genoemd. De bouw van dit provinciaal heiligdom werd bekostigd met geld dat men in Limburg deur tot deur had verzameld, in navolging van de Nationale Basiliek van het Heilig Hart in Koekelberg, waarvan de bouw dan weer geïnspireerd was door de Basilique du Sacré-Coeur in Parijs. In de jaren tijdens en na de bouw van de Hasseltse kerk werd er dan ook vaak - foutief - naar verwezen met de term basiliek.
De eerstesteenlegging had plaats op 13 september 1959 in het bijzijn van de hulpbisschop van Luik, mgr. Guillaume Marie van Zuylen, die bisschop Kerkhofs vertegenwoordigde. De kerk werd ingezegend op 29 juni 1962, dat jaar het Hoogfeest van het Heilig Hart.
Opgemerkt moet worden dat de provincie Limburg tot in 1967 tot het bisdom Luik behoorde. De Sint-Quintinuskerk in het centrum van Hasselt was destijds dus nog geen kathedraal, waardoor het Provinciaal Heiligdom enkele jaren de belangrijkste kerk van de provincie was.
Op 8 november 1992 werd de winterkapel na renovatie door toenmalig pastoor Jef Smeets heropend.
In mei 2021 werd de pastorie, die eigendom was van de stad Hasselt, te koop gezet. In de herfst van dat jaar werd het parochiesecretariaat, dat nog steeds opereerde vanuit het pastoriegebouw, verhuisd naar het misdienaarslokaal in de kerk; de grote sacristie werd in het voorjaar van 2023 heringericht tot vergaderzaal.

### Toekomstplannen voor de kerk
Reeds jaren worden er plannen gemaakt over de toekomst van de kerk. Een heikel punt is het vermaarde hoofdorgel: dit is beschermd en dus kan de kerk niet zomaar verbouwd worden.
Ali Cornelissis, deken van Hasselt, stelde in januari 2012 voor om van de Heilig Hartkerk een urnenkerk te maken. Een deel van de kerk zou als columbarium worden gebruikt, maar eucharistievieringen zouden ook nog kunnen worden gehouden.
In het voorjaar van 2015 werd in de lokale pers gesuggereerd dat de plaatselijke Marokkaanse moslimgemeenschap interesse zou hebben in het gebouw om er, wanneer de kerk zou sluiten, een moskee in onder te brengen. Dit omwille van plaatsgebrek en parkeerproblemen in de buurt van de huidige moskee. CD&V Hasselt gaf onmiddellijk aan niet open te staan voor de verhuizing. Ook in de parochie zorgde het nieuws voor heel wat commotie. De kerkraad zelf was gekant tegen de omvorming tot een moskee, want ‘Als het kerkgebouw straks wordt vrijgegeven, dan willen we een nieuwe bestemming die onze parochie ten goede komt’, aldus de kerkraad. Nadien meldde de moslimgemeenschap dat er helemaal geen vraag naar het kerkgebouw was geweest, omdat er aan de kerk ook niet voldoende parkeerplaatsen waren.
Een week later deed N-VA Hasselt op de gemeenteraad het voorstel om van de Heilig Hartkerk een orgelmuseum te maken, opdat de stad zou kunnen 'uitgroeien tot dé orgelstad van Vlaanderen.'
Anno 2021 is beslist dat deze kerk een culturele functie krijgt

## Exterieur
Architect was G. Daniëls, de werken begonnen op 1 mei 1959 door aannemer Michel Vandereyt. Het bestek bedroeg 11 miljoen BF.
Het betreft een brede rechthoekige bakstenen kerk onder licht hellend zadeldak (nok op 18 meter) met licht boogvormig koor waaronder een crypte. Het bakstenen gebouw is voorzien van een sokkel van imitatiebreuksteen. Het gebouw in modernistische stijl bevat een opengewerkte voorgevel voorzien van glas-in-loodramen. Aan de voorgevel is een gestileerde bronzen Heilig Hartbeeld bevestigd, 6 meter hoog en 550 kg zwaar, vervaardigd door Victor Temmerman en Van Overmeire. De hoge smalle glas-in-loodramen zijn van Michel Martens. Deze beslaan samen 500 m². De kerk is voorzien van een vierkante doopkapel, een winterkapel en een crypte.
De vrijstaande bakstenen toren (een campanile) is 58 meter hoog. Hierin hangen drie klokken, gegoten door de firma Sergeys & Zn. Deze wegen respectievelijk 1500, 1100 en 800 kg en werden op 12 november 1961 gewijd door de eerste bisschop van Hasselt, mgr. Heuschen. De windhaan staat 75 meter boven de grond. De toren was verbonden met het kerkgebouw door een overdekte galerij, die in 2013 werd afgebroken in opdracht van Stad Hasselt om de openbare veiligheid te verhogen.
Enkele meters ten zuiden van de kerk staat een wit Heilig Hartbeeld.

## Interieur

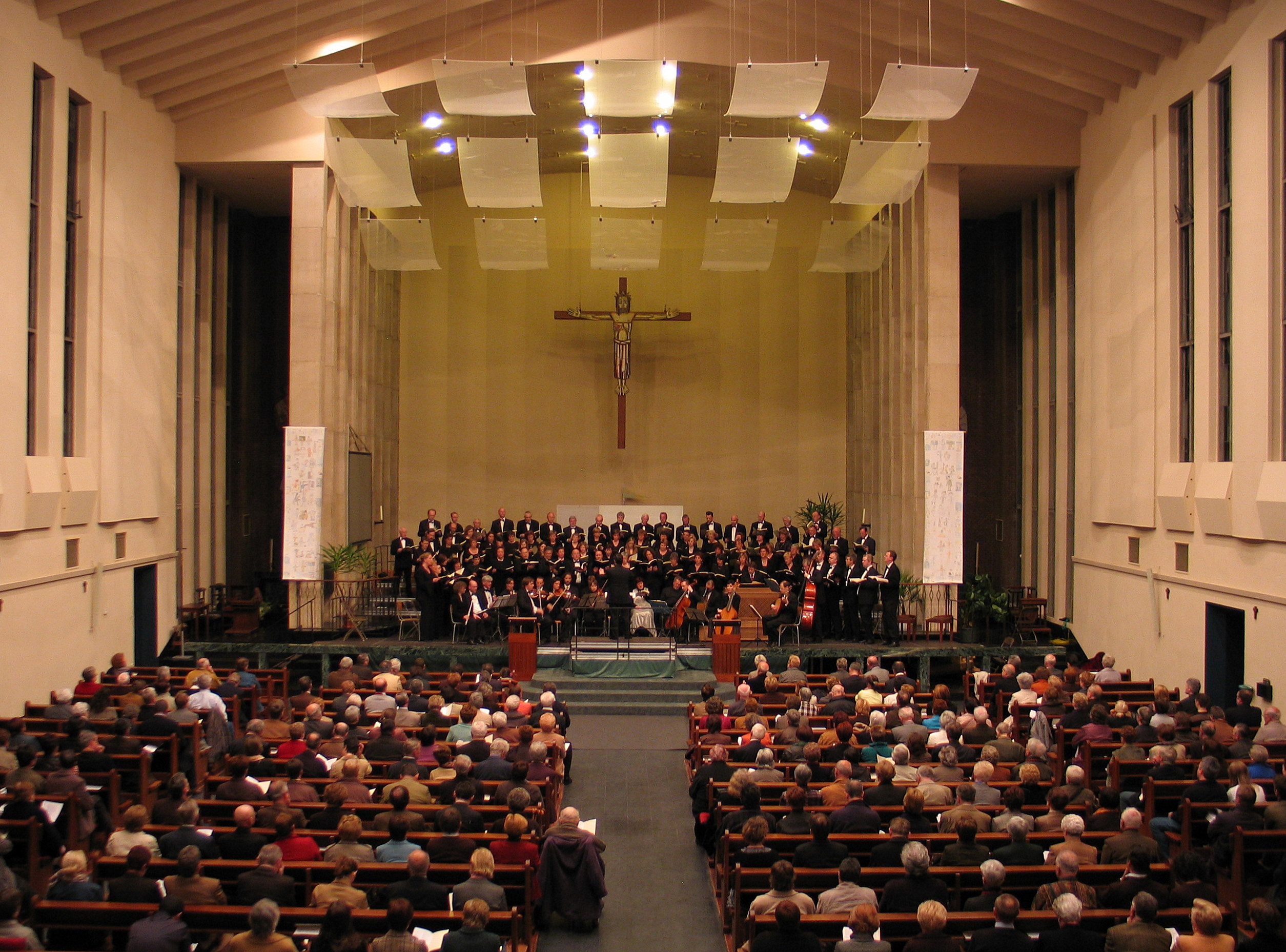
Uitvoering van de Johannespassie door het Kathedraalkoor Hasselt

### Kerk
In de kerk is er plaats voor honderden personen. De lange houten banken in het schip van de kerk voorzagen plaats voor 656 gelovigen. Enkele van deze banken werden in 2023 reeds verwijderd om meer plaats te bieden aan nevenactiviteiten. Omwille van de bijzondere grootte van het gebouw, wordt de Heilig Hartkerk immers regelmatig door koren en organisten gebruikt voor concerten. Onder meer Christoff en Lindsay hielden al kerstconcerten in deze kerk.
De vloer in de wandelgangen is van zwart marmer. In de noordmuur vindt men 4 biechtstoelen (x2) en een nis waar een beeld van de H. Rita stond, dat op vraag van gelovigen naar de Sint-Quintinuskathedraal werd verplaatst, aangezien de Heilig Hartkerk doorheen de dag meestal is gesloten. De zanger Christoff vertelde tijdens een kerstconcert het publiek verteld dat zijn zus zwanger was geworden nadat ze zich tot dit beeld van de heilige Rita had gericht.

#### Priesterkoor
Op het groene marmeren, meer dan 3 ton wegende hoofdaltaar van de firma Renier en Zoon uit 1960 staat een geelkoperen tabernakel, vervaardigd door Willy Ceysens. Boven het hoofdaltaar hangt een houten triomfkruis van 5 meter hoog met een moderne geëmailleerde voorstelling van de gekruisigde Christus, vervaardigd door de Duitser Karl Schuberth. Het houten dienstaltaar, gebouwd tussen 1961 en 1975, heeft een ingebouwde marmeren altaarsteen. Twee moderne en sobere communiebanken van groen geaderd marmer scheiden het koor van het schip.

#### Zijaltaren
Er zijn twee groene marmeren zijaltaren uit 1960 aanwezig, aan weerszijden van het koor. Op het noordelijke zijaltaar staat een houten beeld van de Madonna met kind. Boven dit altaar hangt een beeld van keramiekglazuur dat de Heilige Jozef en Maria en een duif voorstelt, gemaakt door ene R. Owczarek. Hij maakte ook het beeld dat boven het andere zijaltaar hangt. Dit beeldt Maria en het kindje Jezus af. Op het altaar eronder staat een neogotisch Heilig Hartbeeld van hout, pleister en glas. De maker is onbekend.

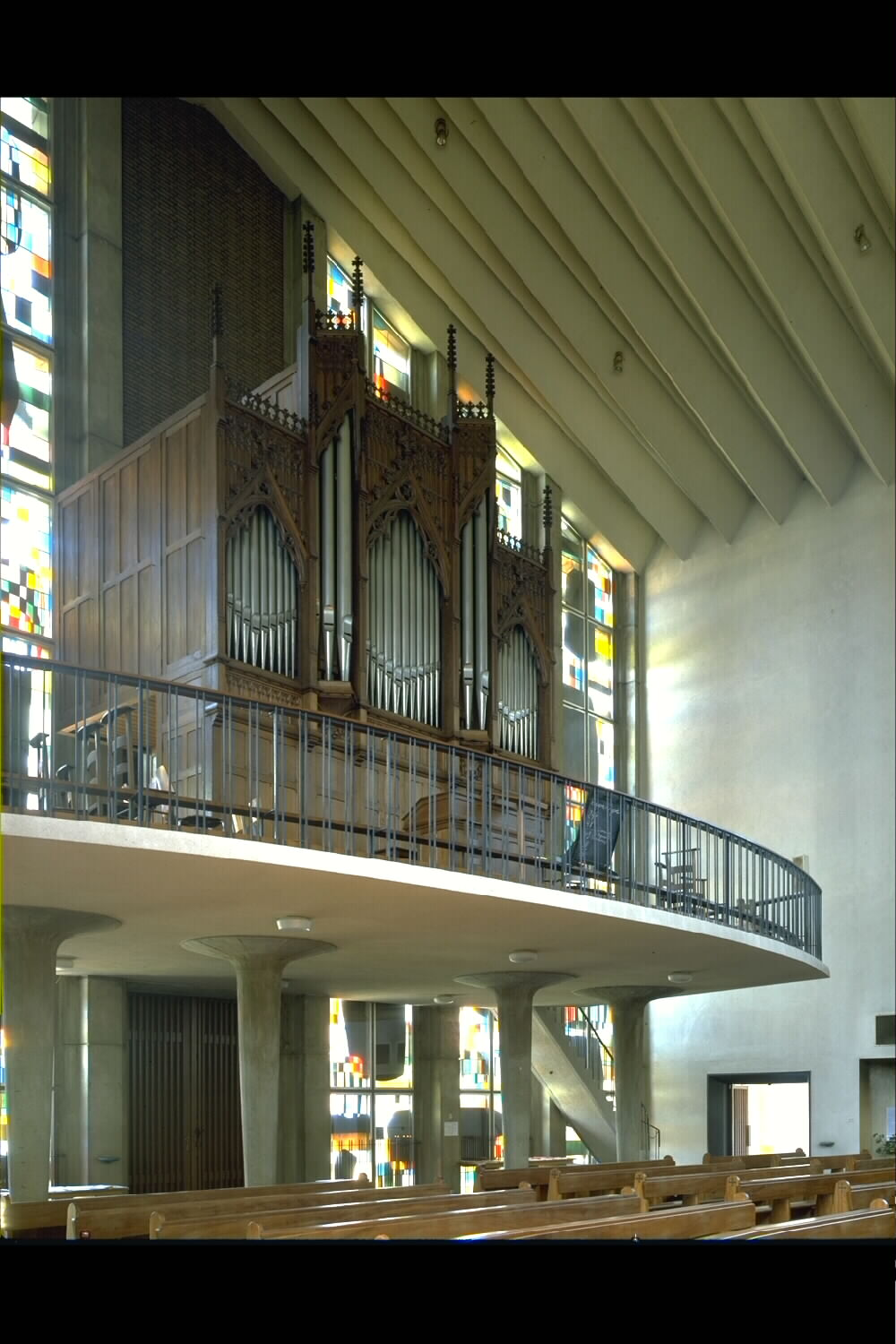
Het Cavaillé-Coll-orgel

#### Orgels

##### Hoofdorgel
Het hoofdorgel werd in 1878 gemaakt door Aristide Cavaillé-Coll en is sinds 2004 een beschermd monument.
Het eerste orgel dat op het oksaal stond, van de hand van Gerard D'Hondt uit Herselt, werd in 1983, ten tijde van de aankoop van het Cavaillé-Collorgel, overgeplaatst naar de kerk van Sint-Jansheide, toen reeds 15 jaar een parochie nabij Kuringen.

##### Koororgel
Op het priesterkoor staat een kistorgel uit 1982, vervaardigd door Marc Nagels. De dispositie bestaat eenvoudigweg uit een 8, een 4 en een 2 voet.

##### Harmonium
In een bijzaal staat een harmonium, gebouwd tussen 1921 en 1929 door Johannes Josephus Elbertse van de Vereenigde Kerkorgelfabrieken voor de M. Hörügel Hof-Harmonium-Fabriken. Het instrument is in redelijke staat, vooral het flagrante ontbreken van enkele naamplaatjes van de registers getuigt van de leeftijd van het harmonium.
| forte expressif  | octaafkoppel | onbekend | 3     | 1p       | 1        |  | 1       | 1p        | 4         | 5             | Diskantkoppel | onbekend |
| ---------------- | ------------ | -------- | ----- | -------- | -------- |  | ------- | --------- | --------- | ------------- | ------------- | -------- |
| (alle registers) | /            | ?        | Viola | Hornecho | Diapason |  | Melodia | Hohlflöte | Seraphone | Vox Coelestis | /             | ?        |
| /                | /            | 4'       | 4'    | 8'       | 8'       |  | 8'      | 8'        | 8'        | 8'            | /             | ?        |

### Kapel
De ondergrondse winterkapel is te bereiken via de achterkant van het gebouw: via een trap aan de grote sacristie of via een rolstoelingang. In de trappenhal hangt een schilderij op canvas van Gaston Wallaert. Het betreft een schilderij uit 1932 van 280 cm op 260 cm waarop een massa mensen knielt voor Christus en het Heilig Hart.
In de kapel wordt gebruik gemaakt van een eenvoudig, eikenhouten altaar. In deze ruimte worden tegenwoordig de zondagsmissen gehouden. Enkel voor bepaalde hoogfeesten zoals Pasen, Kerstmis en die van het Heilig Hart en voor de eerste communie en het Vormsel wordt de grote kerk gebruikt.
In de winterkapel staat een elektronisch orgel, de Johannus 1105.

## Fotogalerij

### Exterieur

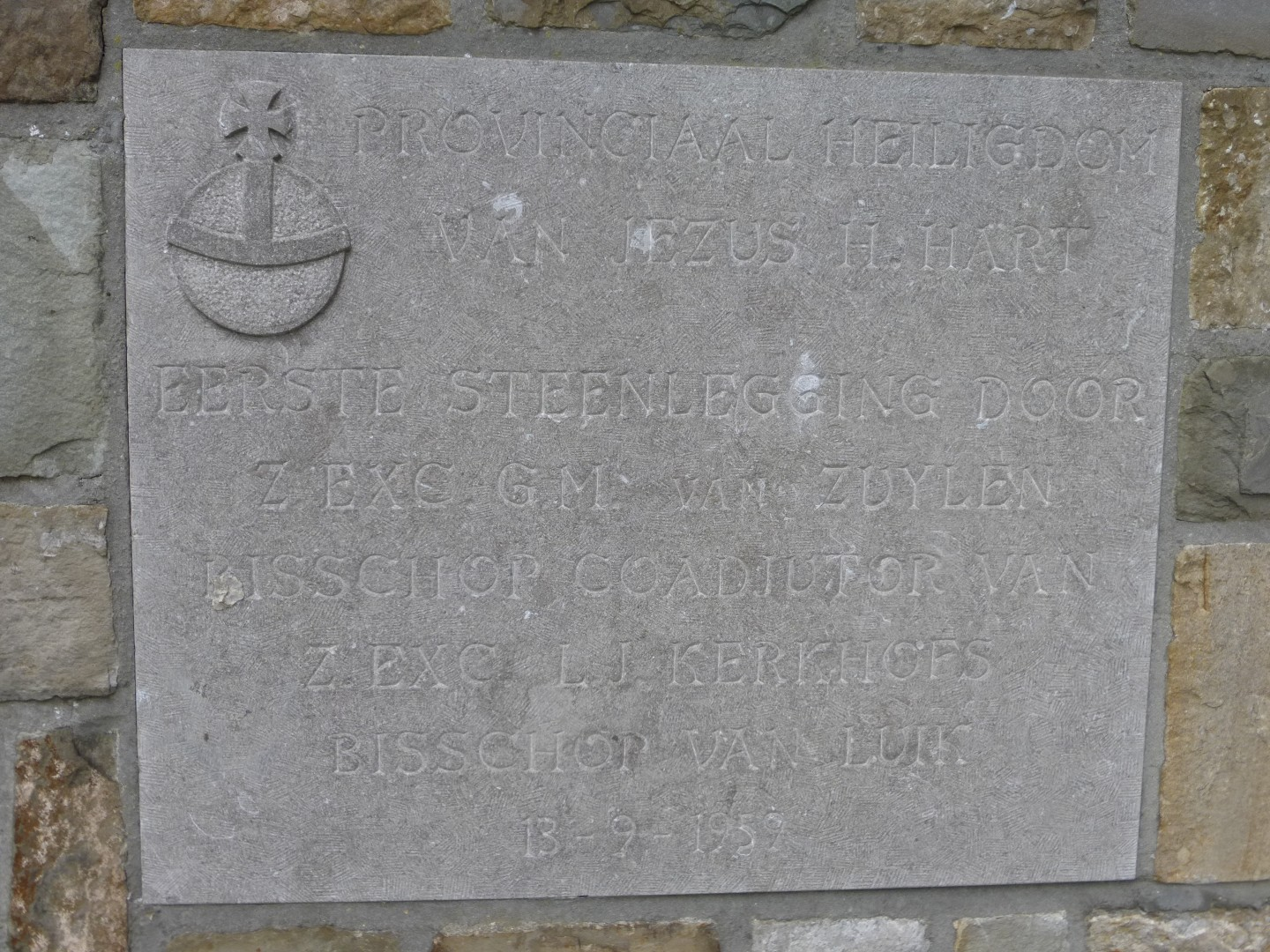
"Provinciaal Heiligdom van Jezus' Heilig Hart. Eerstesteenlegging door Z. Exc. G.M. van Zuylen, bisschop-coadjutor van Z. Exc. L.J. Kerkhofs, bisschop van Luik, 13-9-1959"
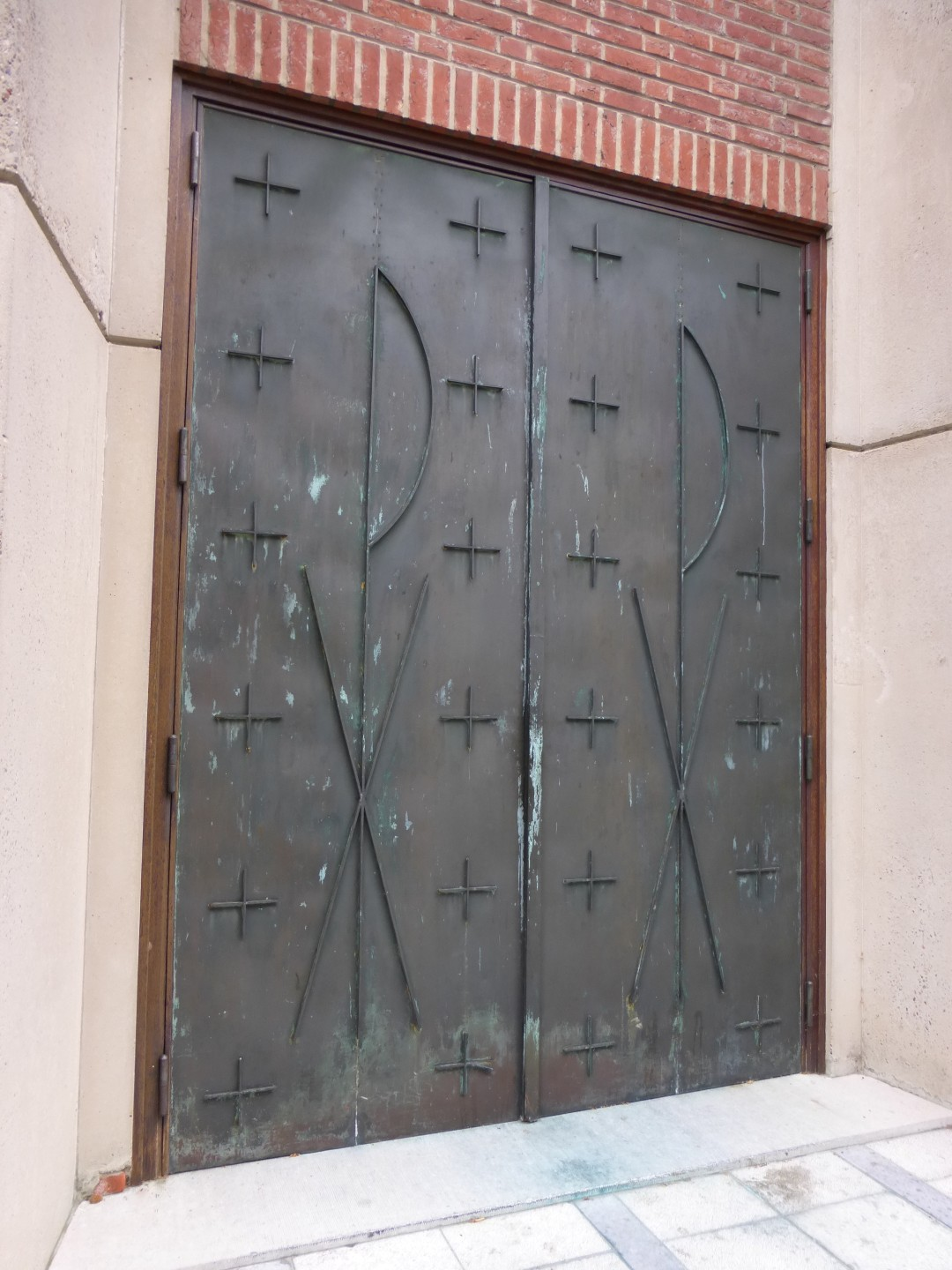
De grote poort
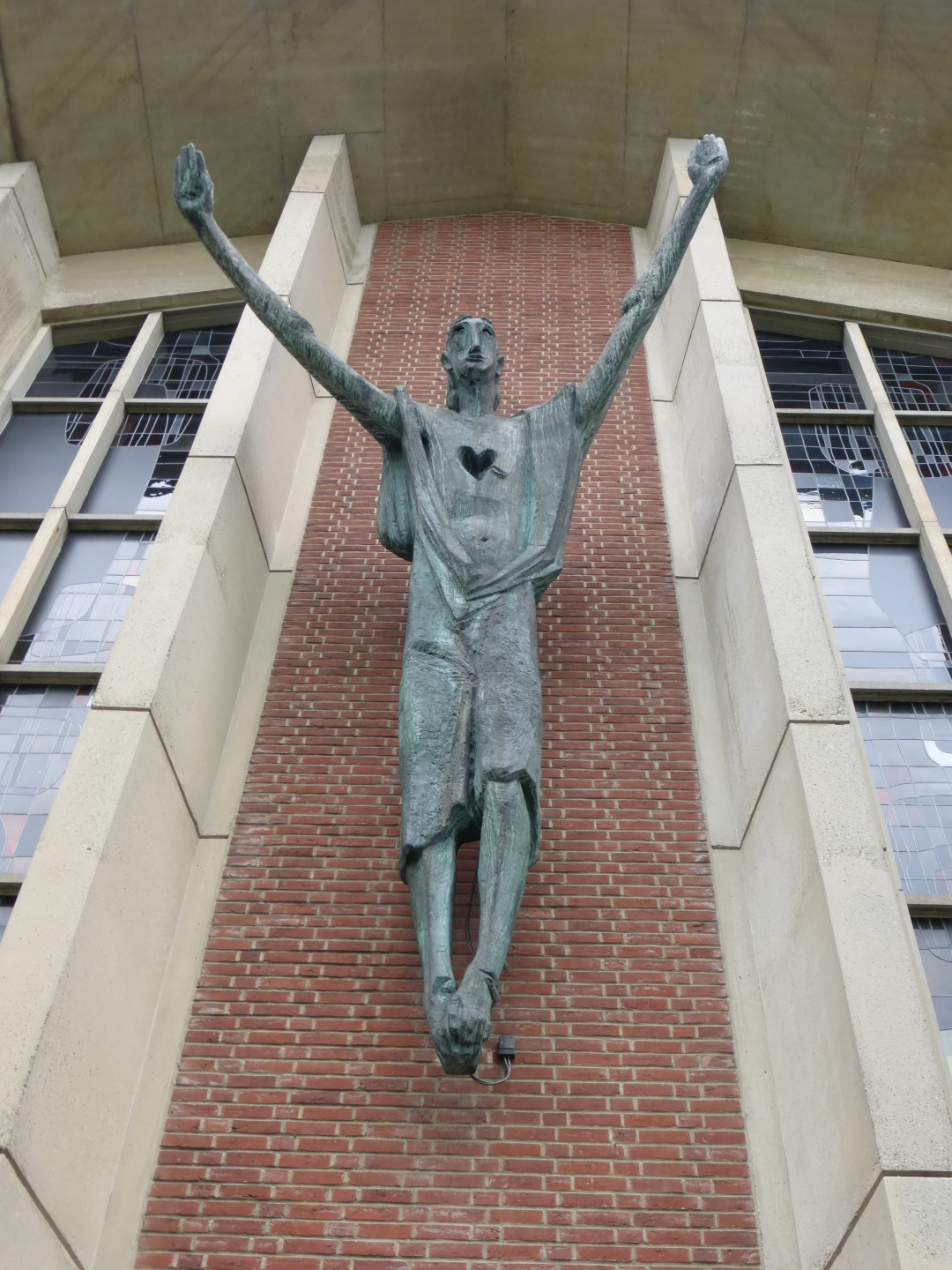
Het grote bronzen Heilig Hartbeeld boven de hoofdingang
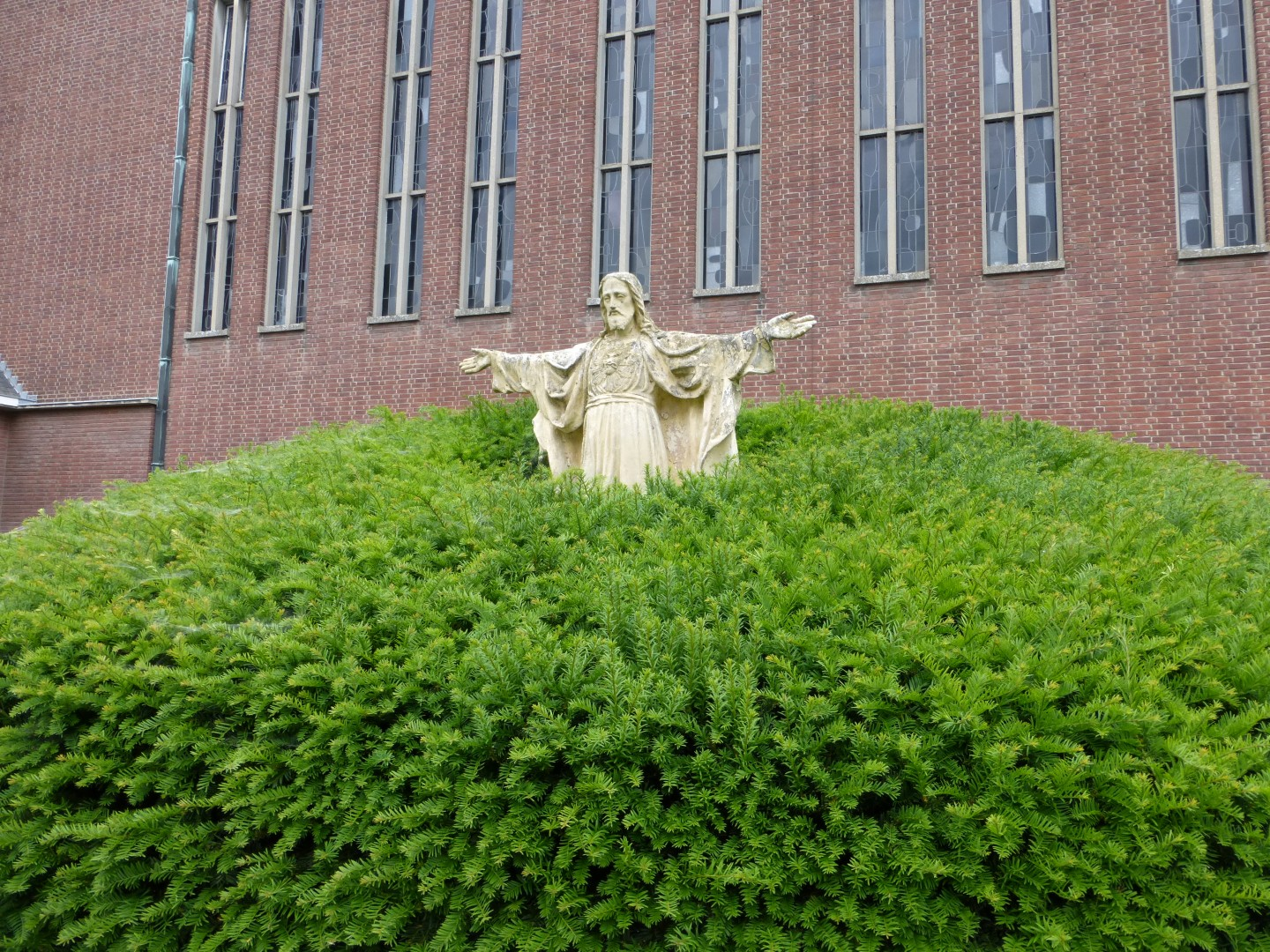
Het witte Heilig Hartbeeld
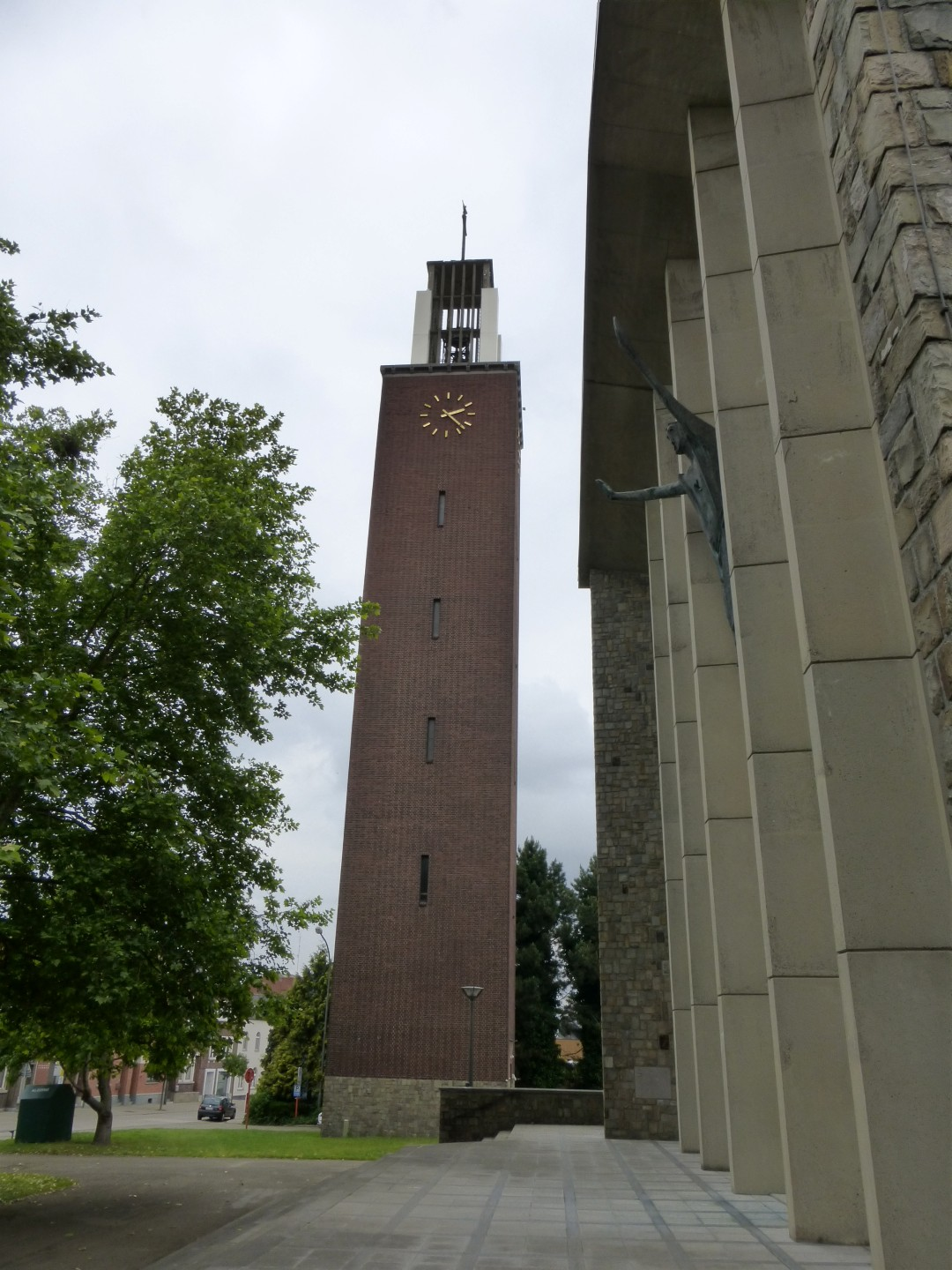
De campanile
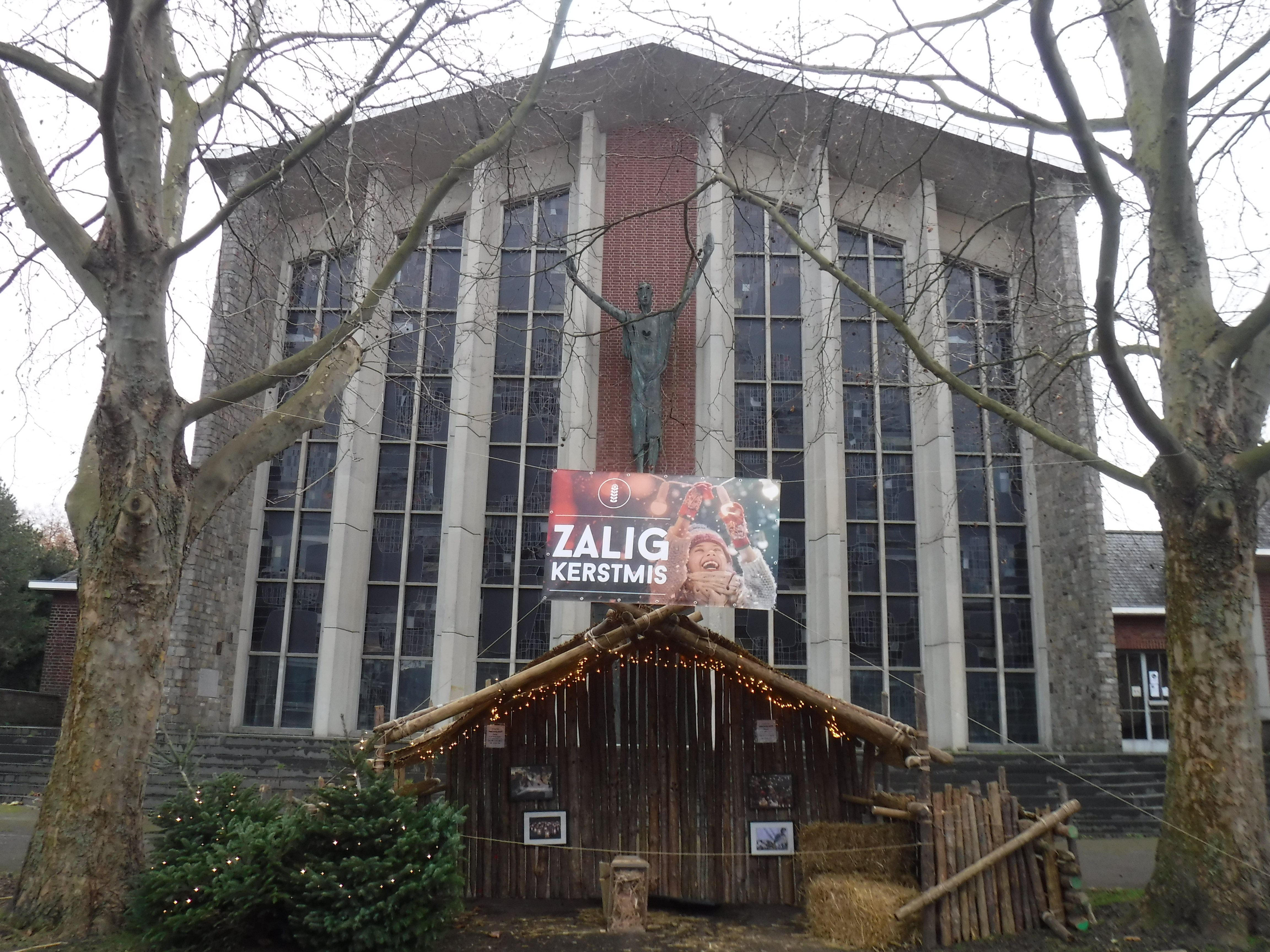
De kerk in de winter
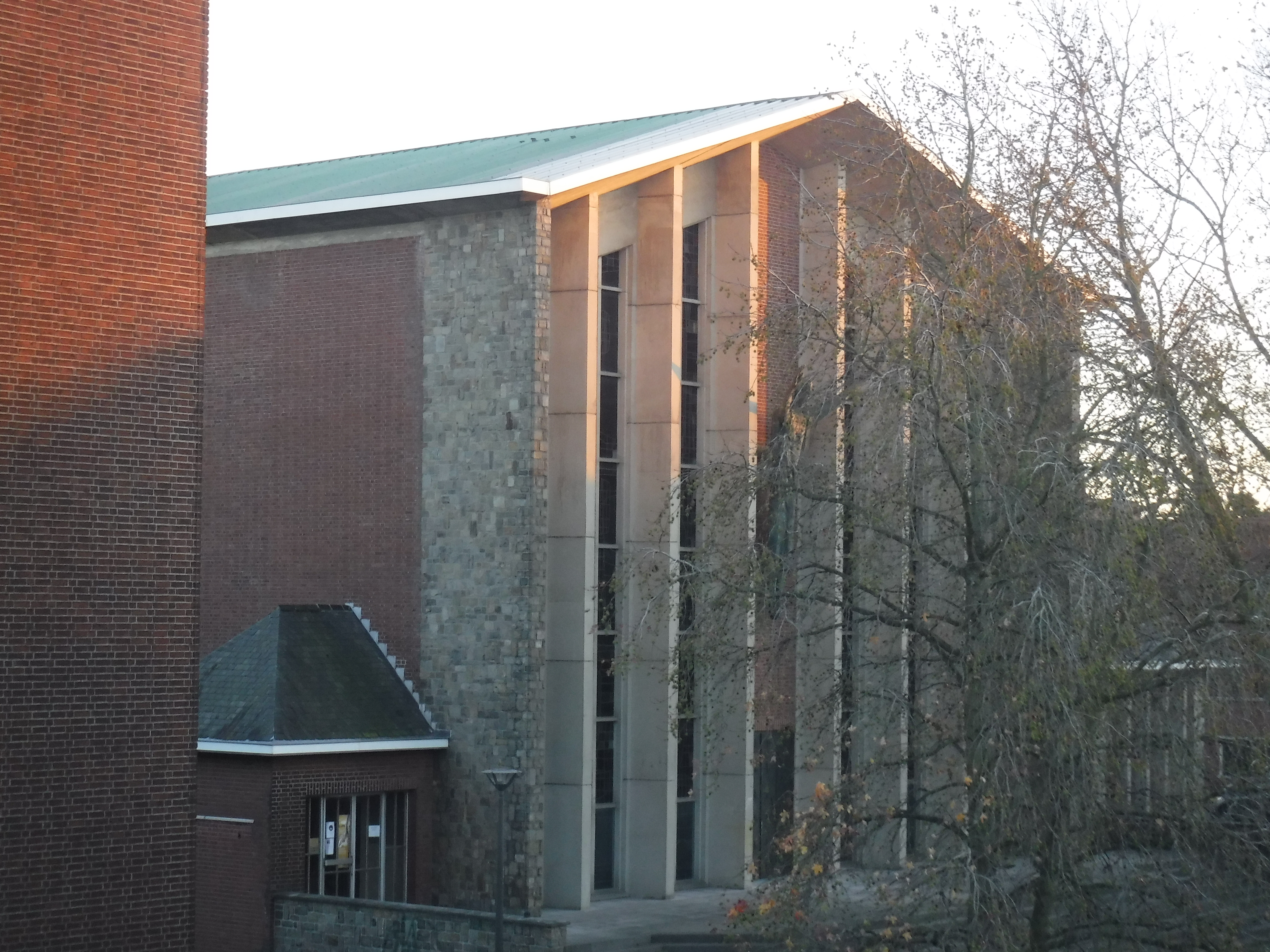
De kerk in de herfst
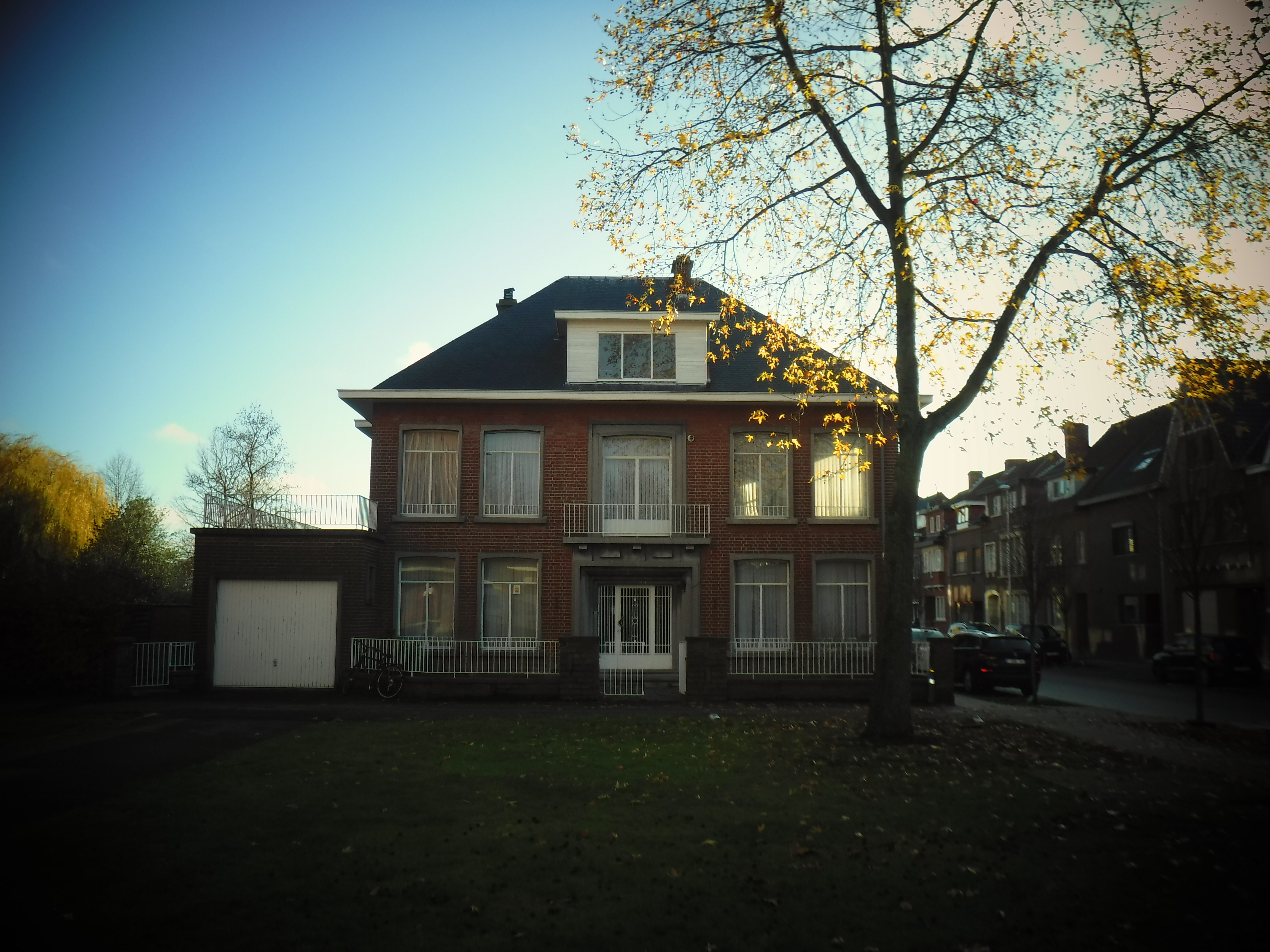
De pastorie, ten zuidoosten van de kerk

### Interieur

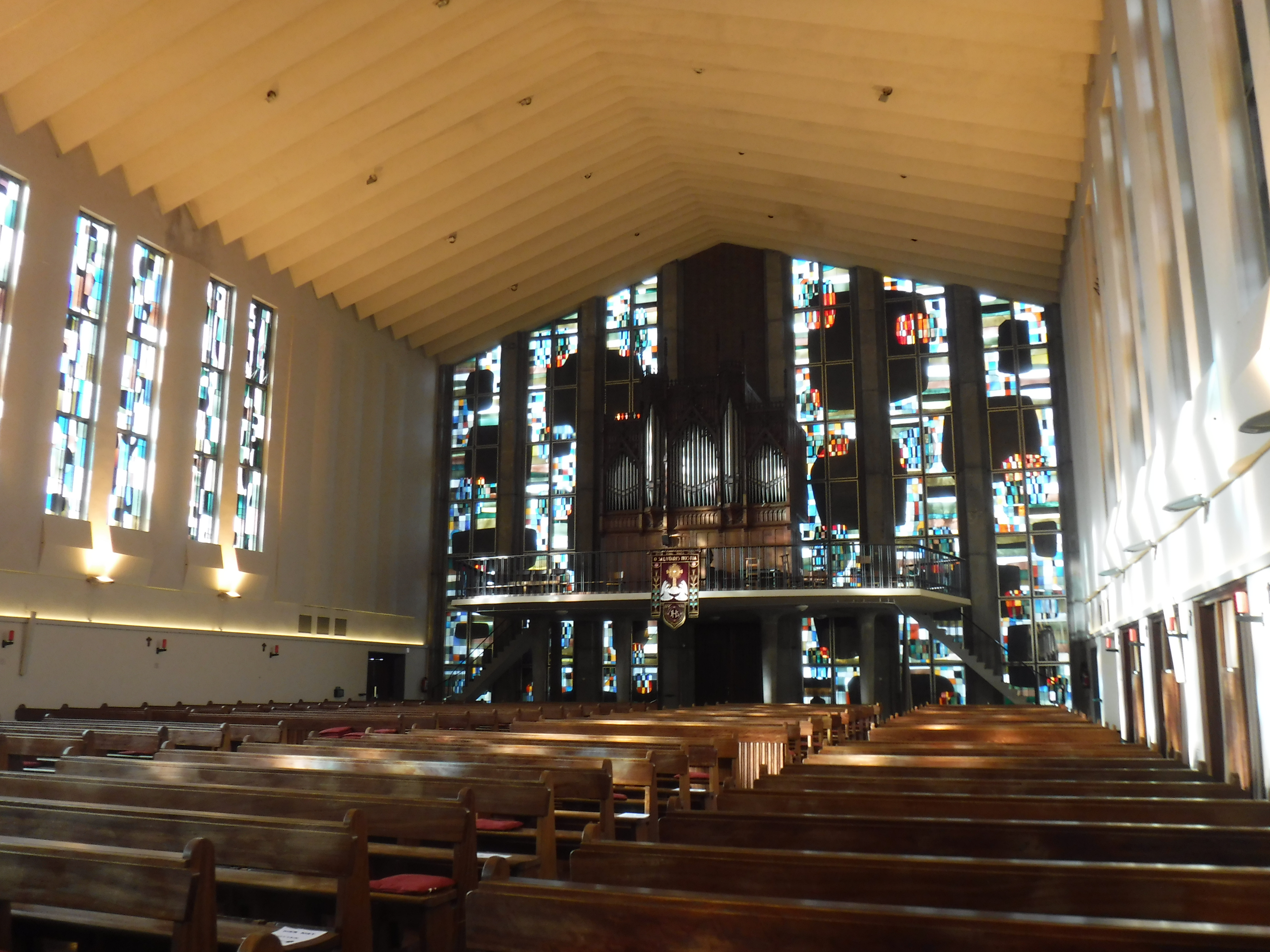
Zicht op het oksaal
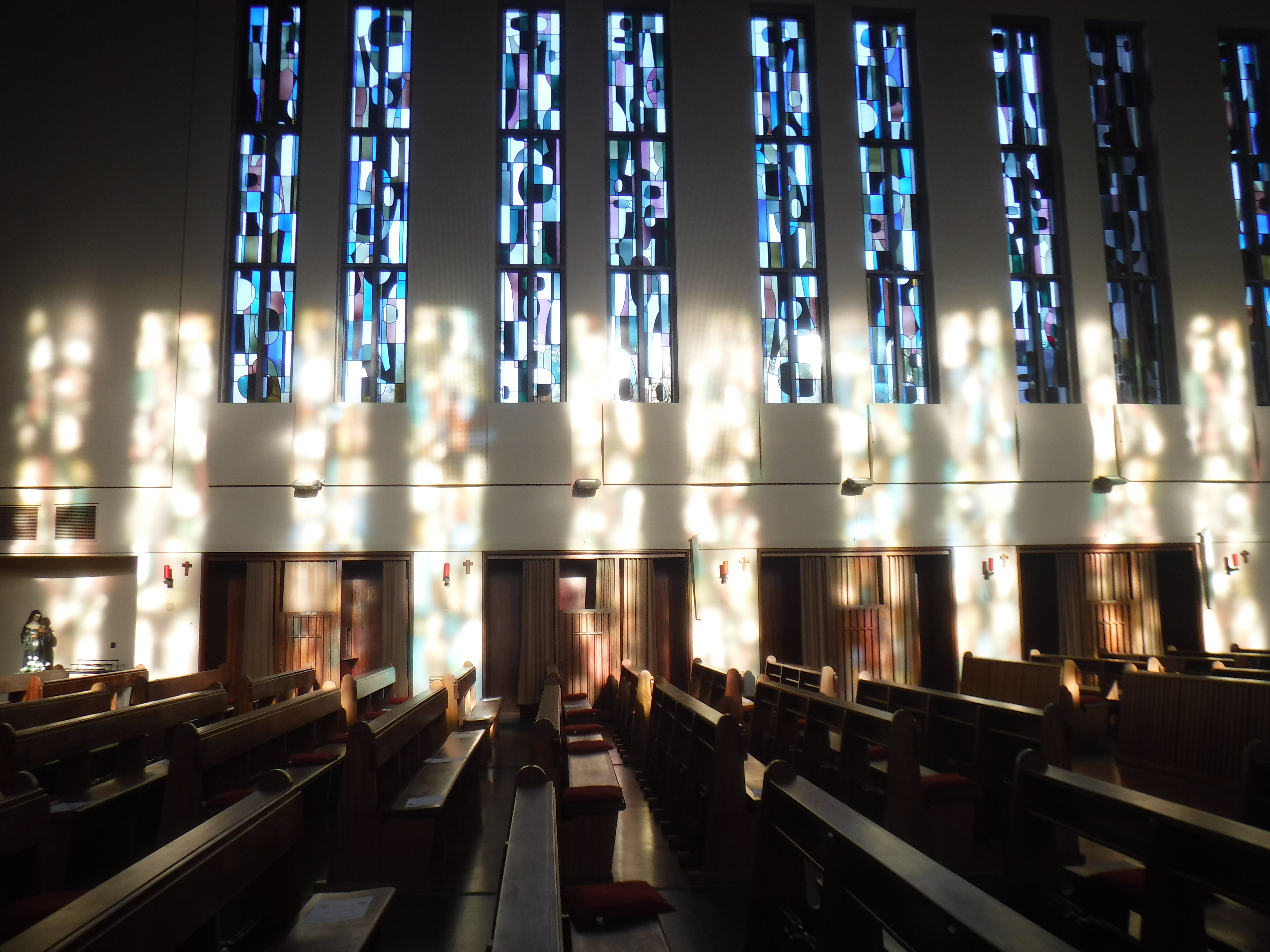
De biechtstoelen, links de H. Rita
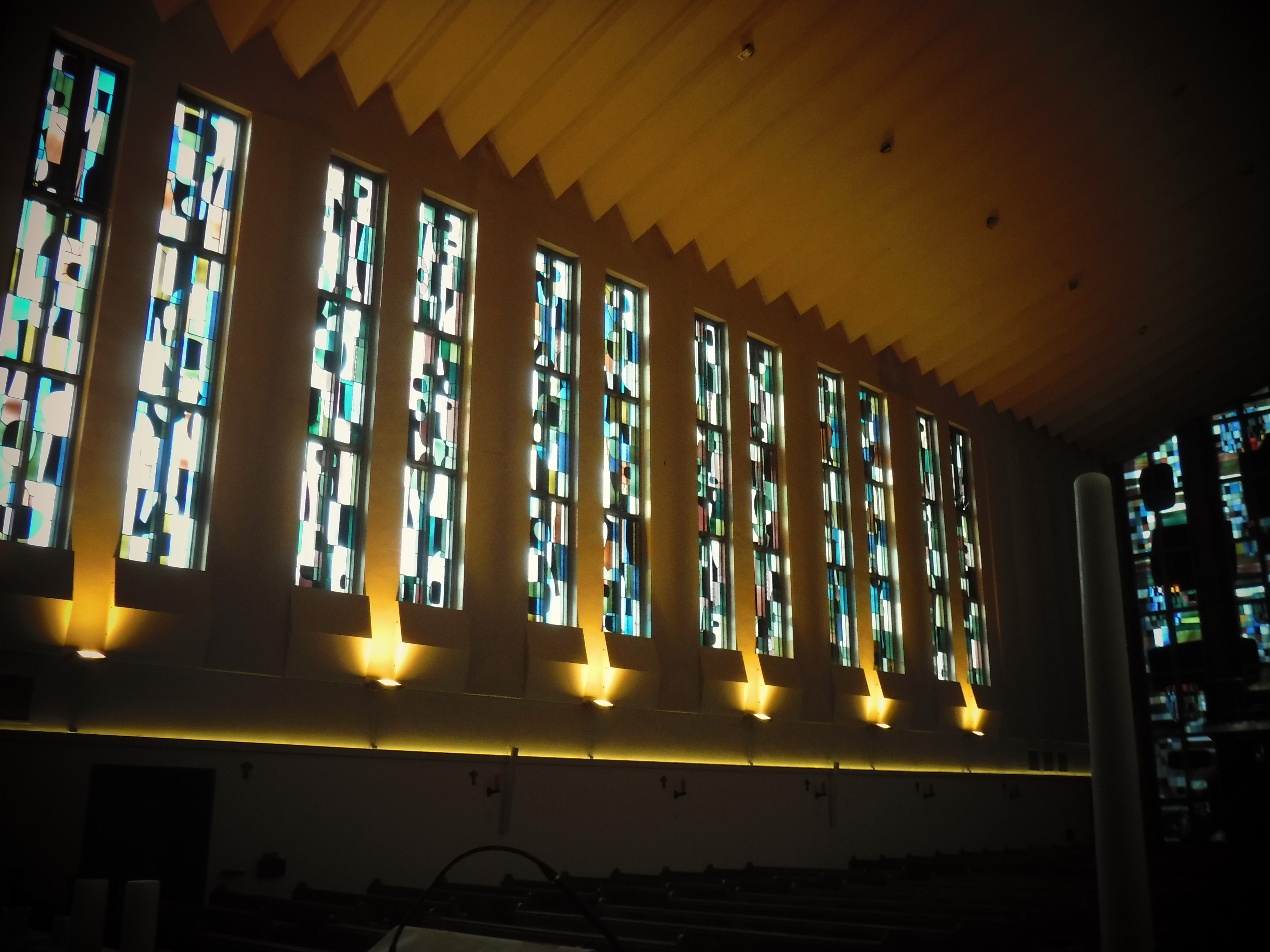
Zuidelijke glasramen
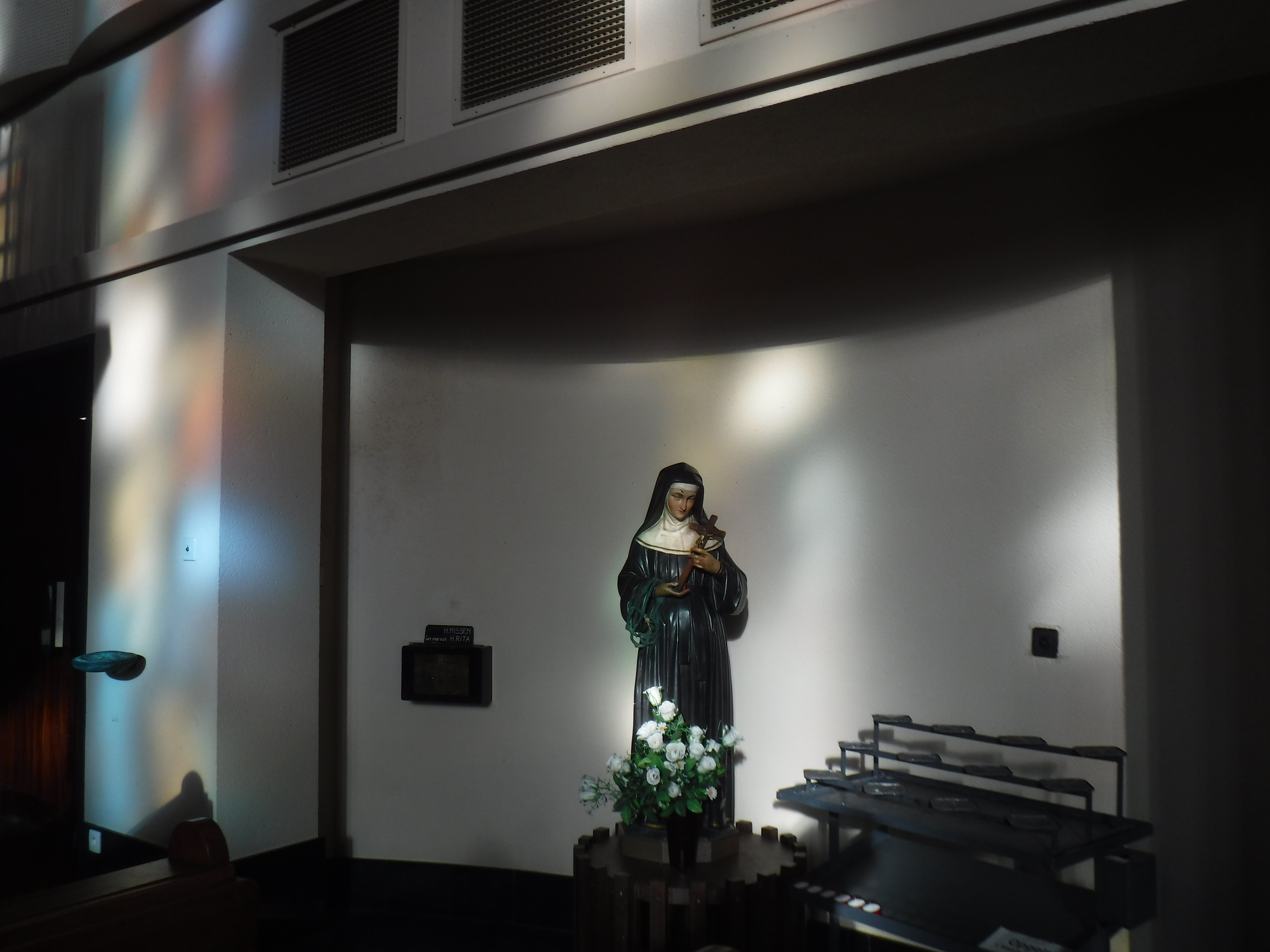
Beeld van de H. Rita
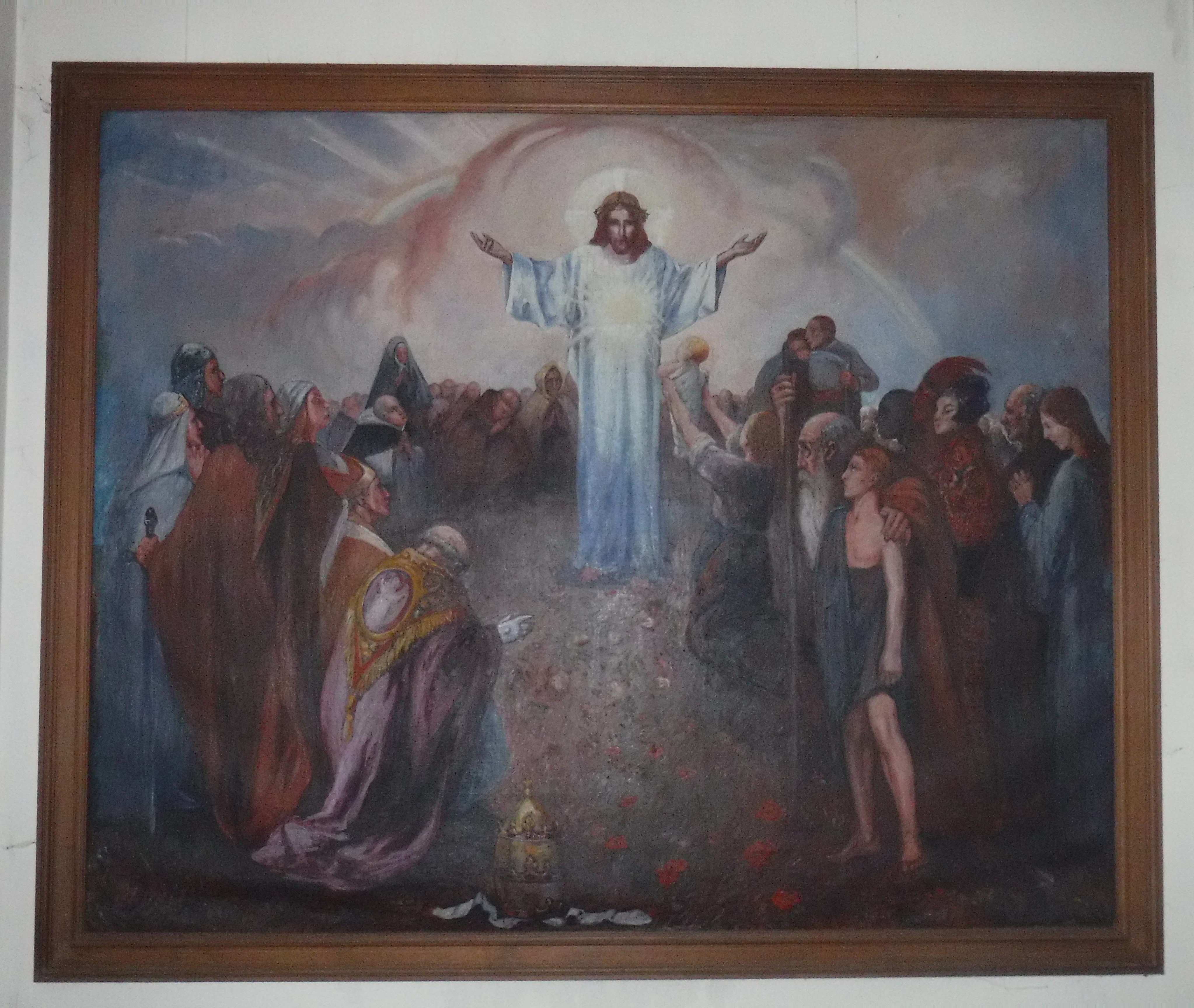
Groot schilderij in de trappenhal naar de winterkapel (280x260 cm)
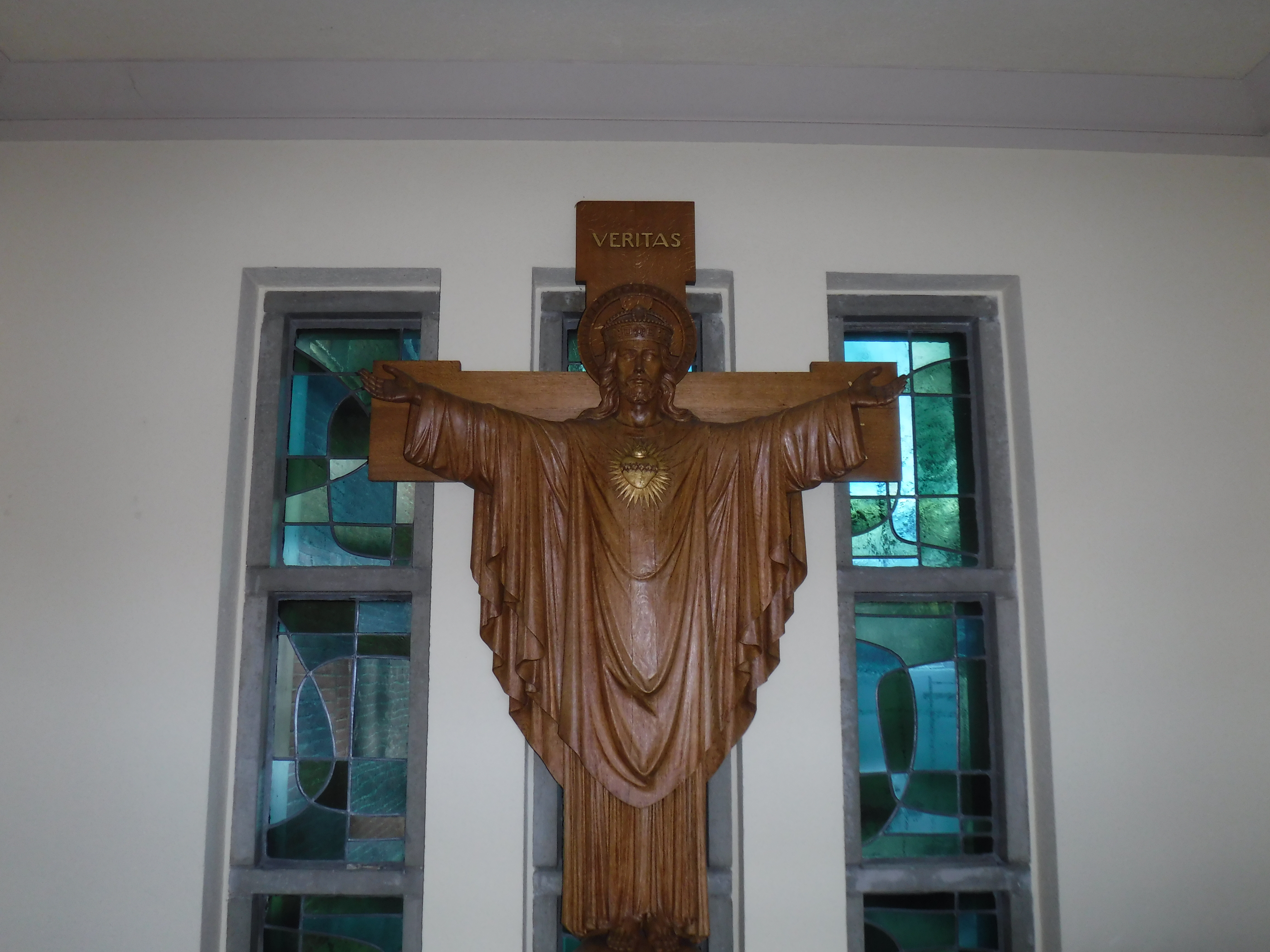
Eikenhouten beeld aan de doopkapel
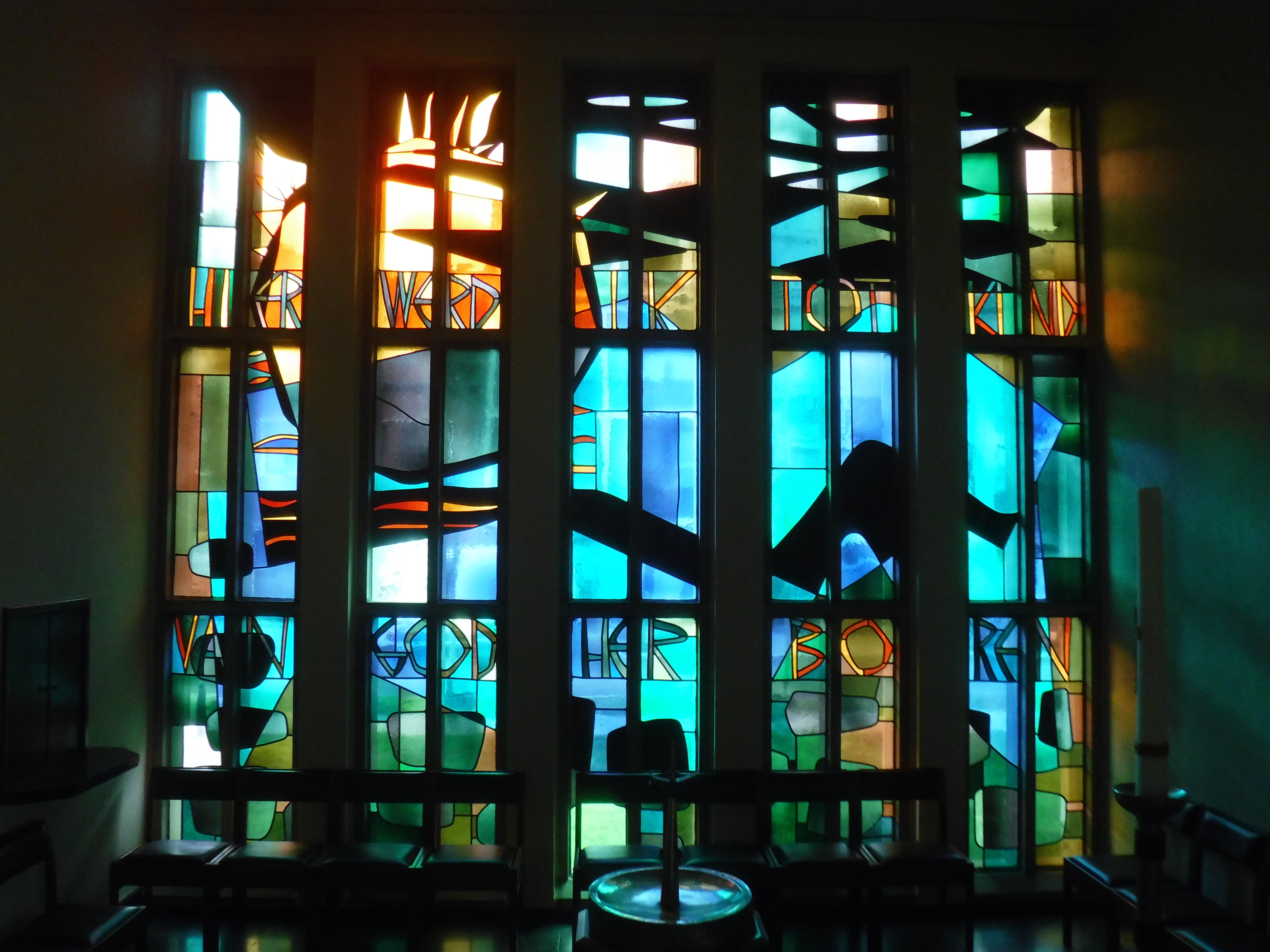
Glasramen in de doopkapel
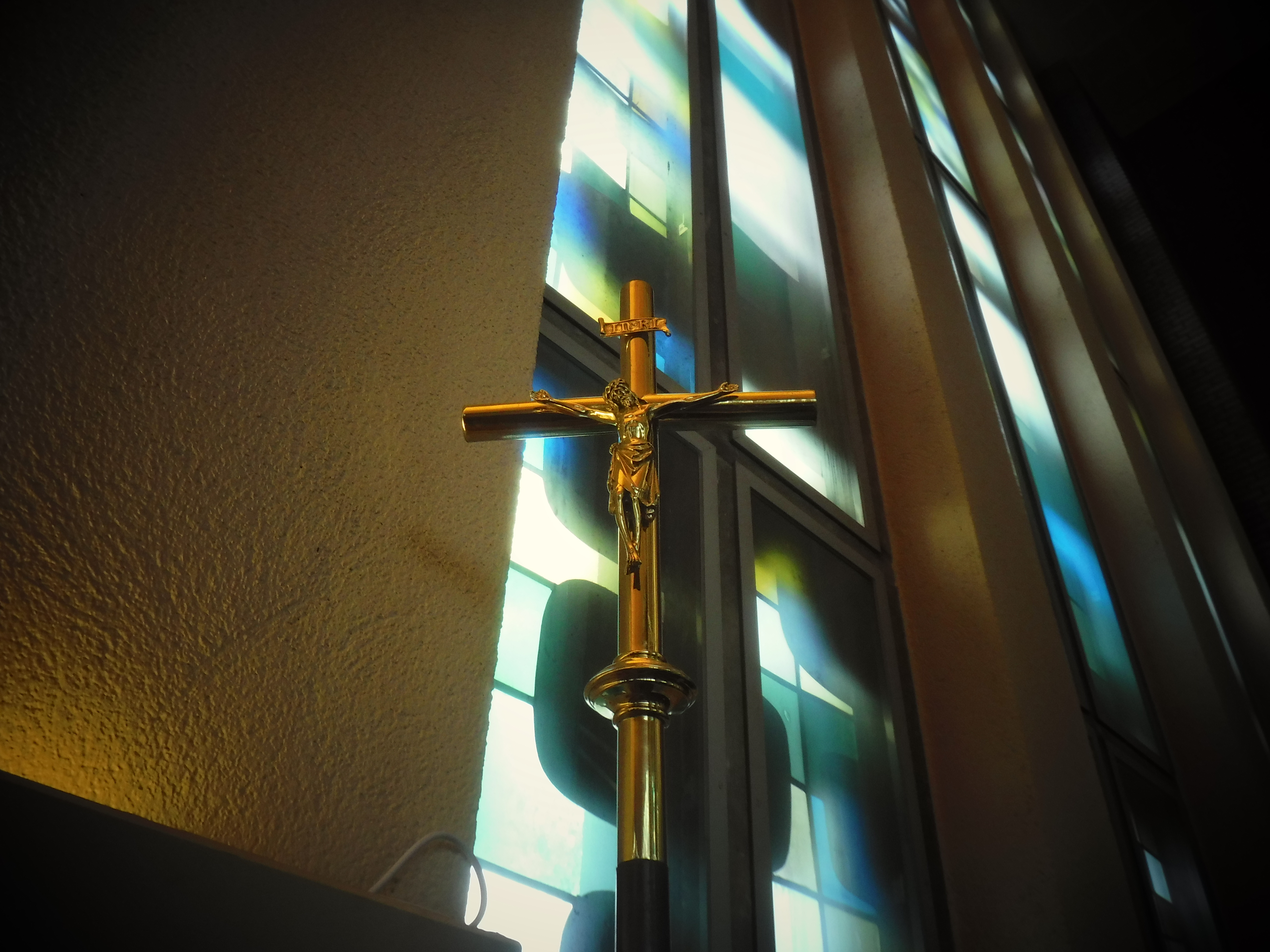
Processiekruis